# Echt jetzt, Tamon?!
Echt jetzt, Tamon?! (japanisch 多聞くん今どっち!? Tamon-kun Ima Docchi!?) ist eine Mangaserie von Yuki Shiwasu, die seit 2021 in Japan erscheint. Die romantische Komödie erzählt von einem Idol, das Unterstützung von einer seiner Fans sucht.

## Inhalt
Unter den Mitgliedern der Idol-Gruppe F/ACE ist Tamon Fukuhara der Favorit der Fans, die ihn geradezu religiös anbeten. Zu ihnen gehört auch die Schülerin Utage Kinoshita. Um mehr Geld für ihren Star ausgeben zu können, ergreift sie eine Gelegenheit, als Haushälterin zu jobben – und landet im Heim ihres Idols. Tamon stellt sich dort als völlig andere, zurückhaltende, schüchterne und verunsicherte Person heraus. Er ist mit seiner Situation völlig überfordert und will sogar die Karriere aufgeben. Utage muntert ihn auf und erinnert ihn an die Hingabe der Fans. Dabei weiß sie selbst nicht, wie sie mit dieser unerwarteten Situation umgehen soll. Als sie dann nicht mehr bei ihm arbeitet, entdeckt Tamon sie bei einem Konzert und bittet sie, auch weiterhin für ihn da zu sein.

## Veröffentlichungen
Nachdem im August 2021 ein einzelnes Kapitel im Magazin Hana to Yume als Kurzgeschichte erschienen war, startete die Serie im Oktober 2021. Sie erscheint dort seither, später wurden die Kapitel vom Verlag Hakusensha in bisher elf Sammelbänden herausgegeben (Stand Juni 2025). Seit Januar 2025 wird die Serie von Altraverse auch in bisher vier Bänden auf Deutsch veröffentlicht (Stand Juli 2025). Die Übersetzung stammt von Christine Steinle. Der Manga erscheint außerdem bei Viz Media auf Englisch, bei Crunchyroll auf Französisch und bei Magic Press auf Italienisch.
In der Ausgabe des Hana to Yume von Oktober 2022 war eine Hörspiel-Umsetzung enthalten. Im Juni 2024 wurde eine Verfilmung als Anime angekündigt. Bei der Produktion von Studio J.C.Staff führt Chika Nagaoka Regie.